# Killerpilze
Killerpilze je německá punkrocková kapela, která funguje již od roku 2002.
Skupinu tvoří Jo /kytarista, zpěvák/, Mäx /kytarista, doprovodný zpěv/, Johannesův mladší bratr Fabi /bicí/ a Schlagi /baskytara/, který odešel v březnu 2007. S jejich vlastními písněmi s prvky punk rocku hrají živě po svém domovském regionu své vlastně první neoficiální CD s názvem „Von vorne durch die Punkallee“. Kapela však ještě neměla jméno, teprve později, když byli v pizzerii, a mladý Fabi si objednal pizzu Funghi, a vykřikl „To jsou vražedné houby!“, a od té doby vystupují jako „Killerpilze“.
Na jednom z koncertů si je všiml vydavatel z Universal music, a v roce 2005 vydali své první oficiální CD s názvem „Invasion der Killerpilze“, prodalo se cca 180 000 kopií. Natočili své první video „Richtig scheiße“, které bylo umístěno v TOP 20 Charts. Druhý singl z tohoto alba „Springt hoch“ měl stejný úspěch, což dokazuje, že Killerpilze se stávají úspěšnou kapelou. V roce 2007 basák Schlagi opouští kapelu, a Benni, jejich kamarád, jim nabídne, že by mohl zaskakovat při koncertech. Benni ale není uznáván jako oficiální člen skupiny.
Na konci roku 2006 a začátkem 2007 skupina odjíždí na víkendy a svátky na chatu, kde píšou nové písničky. 27. července 2007 bylo vydané druhé album, „Mit Pauken und Raketen“. V hitparádách se drželo na 19. místě. V albu byli použity nástroje jako například trubka a klavír. Vydali se po turné po Německu, samozřejmě, ale taky i po Francii, Rakousku, Polsku, České republice, Rusku a Nizozemsku.
V červnu 2009 Killerpilze ztratili nahrávací společnost (Universal music), protože se „Mit Pauken und Raketen“ neprodávalo moc dobře. Nechtěli vystrašit své fanoušky, protože se báli jejich reakce, ale fanoušci to vzali dobře, a fanoušci z Francie naplánovali „KPDay“ to znamená, že celý jeden den se budou poslouchat jen Killerpilze, bude se dělat propagace, a tak dále… Zapojilo se hromady lidí ze všech zemí, a KP byli nadšení.
Po pauze a na základě zkušeností získaných v průběhu let se rozhodli, že vytvoří svůj vlastní label „Killerpilzerecords“. Vracejí se do studia, aby nahráli třetí album. 12. února 2010 vydávají singl „Drei“ z jejich nového alba „Lautonom“. Album bylo vydáno 26. 3. 2010, a točí se kolem čísla 3 – zastoupení počtu členů ve skupině a počtu alba vydané skupinou. Jejich nové CD si projde všemi žánry – Punkrockem, dokonce i metalem a nesmíme zapomenout na balady.
Koncem roku 2010 kapela jde znovu do studia, aby nahrála své čtvrté album, které má vyjít na jaře 2011. A opravdu, jejich čtvrté album „Ein bisschen Zeitgeist“ vychází 11. 3. 2011. Album získává vynikající hodnocení. O pár týdnů později bylo zveřejněno turné po Francii, Německu, Rakousku a dokonce i po pár festivalech. Jo, Fabi a Mäx oznámili v září, že začnou pracovat na svém další albu.
Po oslavě svého desátého výročí v roce 2012 skupina oznámila datum vydání svého pátého alba „Grell“ na 1. 3. 2013. Toto album je velmi dobře přijato fanoušky i kritiky, kteří poznamenali, že Killerpilze už vyrostli a už nepatří mezi „mladé kapely“. První videoklip „Nimm mich mit“ z tohoto alba je natáčen Fabim.

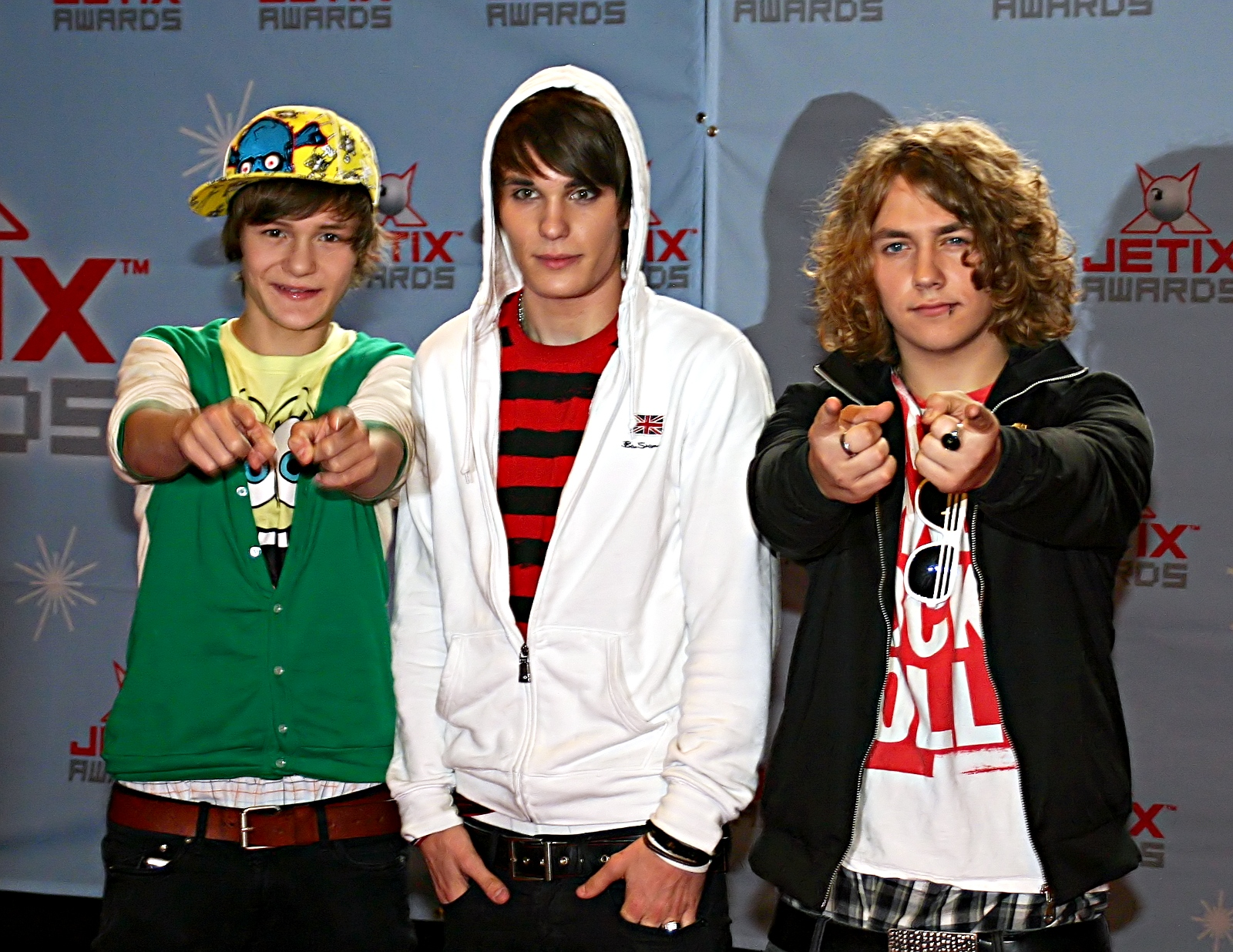
Killerpilze (2008)

## Členové
- Jo je vlastním jménem Johannes Halbig (* 30. 7. 1989). Je frontmanem kapely, zpívá, hraje na doprovodnou kytaru a klavír
- Fabi je vlastním jménem Fabian Halbig (* 23. 12. 1992), v kapele hraje bubny
- Mäx je vlastním jménem Maximilian Schlichter (* 3. 7. 1988), jeho funkce v kapele je hlavní kytara a doprovodný zpěv.

## Bývalí členové
- Schlagi je vlastním jménem Andreas Schlagenhaft (* 9. 9. 1988). V kapele původně zastával funkci kytaristy, potom baskytaristy. V roce 2007 z kapely odešel.
- Manu byl původní baskytarista kapely, ještě před příchodem Mäxe.

## Externí členové
- Benni je kamarád kapely, který se po odchodu Schlagiho ujal role baskytaristy na koncertech. Do kapely ale oficiálně nepatří, hraje se svojí kapelou Emelie.

## Diskografie

### Singly
- Richtig Scheiße (auf'ne schöne Art und Weise) – 28. 4. 2006
- Springt hoch – 30. 6. 2006
- Ich kann auch ohne dich – 6. 10. 2006
- Liebmichhassmich – 13. 7. 2007
- Ich brauche nichts – 7. 9. 2007
- Letzte Minute – 14. 12. 2007
- Verrockt – 29. 8. 2008
- Drei – 12. 2. 2010
- Am Meer – 7. 5. 2010
- Plastik – 28. 8. 2010
- Komm komm.com
- Nimm mich mit

### Alba
- Von Vorne durch die Punkallee – 7. 7. 2004
- Invasion der Killerpilze – 19. 5. 2006
- Invasion der Killerpilze XXL – 24. 11. 2006
- Mit Pauken und Raketen – 27. 7. 2007
- 5 Minuten Album – 13. 6. 2008
- Lautonom – 19. 3. 2010
- Ein bisschen Zeitgeist – 11. 3. 2011
- Grell – 1. 3. 2013

### DVD
- Invasion der Killerpilze live: Denn zum rocken sind wir da – 27. 10. 2007
- Mit Pauken und Raketen LIVE (Ganz schön laut hier! Was? Ach nix!) [CD & DVD] – 4. 1. 2008
- Grell Deluxe version (CD & DVD) – 6. 9. 2013